# Whalton
Whalton är en ort och civil parish i Storbritannien.   Den ligger i grevskapet och kommunen Northumberland i riksdelen England, i den centrala delen av landet, 400 km norr om huvudstaden London. Whalton ligger 106 meter över havet och antalet invånare är 427.
Terrängen runt Whalton är platt, och sluttar österut. Runt Whalton är det ganska tätbefolkat, med 139 invånare per kvadratkilometer. Närmaste större samhälle är Morpeth, 8,3 km nordost om Whalton. Trakten runt Whalton består i huvudsak av gräsmarker.